# Rzeszów Staromieście
Rzeszów Staromieście – przystanek osobowy w Rzeszowie, w województwie podkarpackim, w Polsce. Przystanek funkcjonuje od 11 czerwca 2023, kiedy to uruchomiono go wraz z letnią korektą rozkładu połączeń.